# Talmei Yosef
Talmei Yosef ({תַּלְמֵי יוֹסֵף}, littéralement « le sillon de Joseph ») est un moshav du sud d'Israël.
Il est situé dans la zone nord-ouest du Negev proche de la frontière avec Bande de Gaza. En 2013 ce moshav avait une population de 286 personnes.
Le moshav fut créé en 1982 par les anciens habitants d'une ville appelée également Talmei Yosef mais située dans le Sinai. 
Cette première ville fut évacuée du Sinai à la suite des accords de Camp David.
Le nom fut donné en l'honneur de Yossef Weiz un ancien directeur important du Fonds national juif et du mouvement sioniste.